# Палац у Пеняках
Палац у Пеняках — споруда у селі Пеняки Бродівського району Львівської області. На сьогодні не збереглась.

## Історія
Здавна у Пеняках був оборонний замок, у якому у середині XVIII століття перебував відомий коронний ловчий, граф Антоній Бєльський. Замок та костел споруджені з каменю біля підніжжя пагорбу. У 1894–1939 роках маєток перебував у власності родини Ценських.
Невідомо як виглядав давній замок, бо втративши своє історичне значення, він був розібраний, а на його місці з каменю та цегли було збудовано, відповідний новому часові, двоповерховий палац. Про замок нагадували лише назви окремих ділянок, що оточували палац, як наприклад, «бастиліон» і «дитинець», розташований перед головним під'їздом магнатської садиби. Коли у 1914 році прокладали водогін до палацу, то зі всіх сторін натрапляли на муровані фундаменти давнього замку. Будівля нової резиденції була зведена у 1777 році на основі проекту польського архітектора Доменіко Мерліні, а фундатором будівництва був Антоній Бельський. Доля палацу, як і замку була нещасливою. Під час Першої світової війни у 1916 році, коли по річці Стир проходила лінія фронту, так звана «Палацова гора» була обстріляна з гармат, внаслідок чого від палацу залишилися руїни. По війні палац не відбудовувався, оскільки власники не мали на це коштів та мешкали у невеличкому будиночку, а палац стояв у руїні. Остаточно розібраний одразу після Другої світової війни.

## Сучасний стан

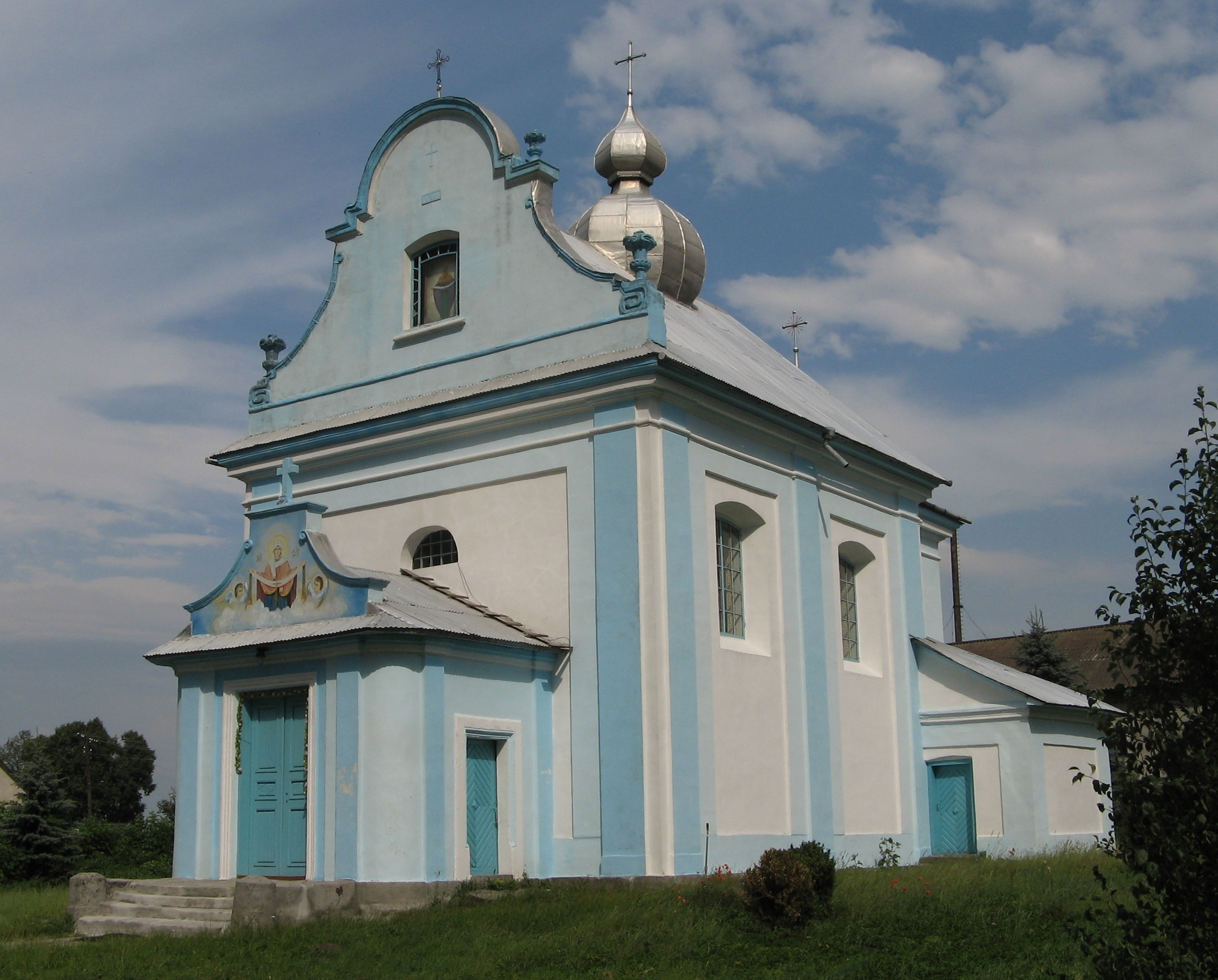
Церква Покрови Пресвятої Богородиці (1767)

Добре збереглась палацова каплиця 1767 року разом з дзвіницею, що нині належить греко-католицькій громаді села та використовується як церква Покрови Пресвятої Богородиці. Неподалік від церкви при дорозі розташована колона Непорочного Зачаття Діви Марії, що дивом уціліла до наших днів.
Залишки двох опор від бічної брами до маєтку Мйончинських — Дідушицьких.